# Hans-Viessmann-Schule
Die Hans-Viessmann-Schule (kurz: HVS) ist eine Berufsschule im Landkreis Waldeck-Frankenberg mit zwei Standorten in Frankenberg und Bad Wildungen. Benannt ist die Schule nach Hans Vießmann, dem Gründer der Viessmann Werke.
Am Standort Frankenberg unterrichten rund 90 und am Standort Bad Wildungen rund 35 Lehrkräfte insgesamt rund 2400 Schüler. In Frankenberg gibt es Abteilungen für Metalltechnik, Elektrotechnik, Hauswirtschaft und Betriebswirtschaft. In Bad Wildungen werden hingegen hauptsächlich gesundheitliche und ernährungswissenschaftliche Berufe ausgebildet. Zudem besteht an der Schule die Möglichkeit, die ESOL-Zertifikate der University of Cambridge zu erwerben.
Die Schule beteiligt sich am hessenweiten Modellversuch Selbstverantwortung plus (SV+). Von 2002 bis 2006 nahm die Schule am bundesweiten Modellversuch Demokratie lernen & leben teil.
Seit dem 1. Januar 2014 ist die Hans-Viessmann-Schule eine „rechtlich selbstständige berufliche Schule“.
Es besteht eine Schulpartnerschaft mit dem französischen Gymnasium Lycée Paul Héroult in Saint-Jean-de-Maurienne.